# Walter Böhm (Kabarettist)
Walter Böhm (* 7. November 1906 in Hannover; † 1. November 2003 in Hannover) war ein deutscher Kabarettist. Er gehörte seinerzeit zu den wegweisenden Humoristen auf Deutschlands Bühnen.
Nach Schauspielunterricht in jungen Jahren bereiste er eine Zeit lang als Zeitungsjournalist die Welt. Zurück in Deutschland nahm er mit heiteren Gedichten an einem Wettbewerb für Rundfunkkünstler teil, dessen Gesamtsieger in Berlin er wurde. Der Zweite Weltkrieg unterbrach Böhms beginnende Karriere beim Varieté, stattdessen fand sich der Komiker als Unterhalter auf Frontbühnen und bei den Soldatensendern Smolensks, Krim und Gustav wieder. Nach 1945 folgte, unterstützt durch den Rundfunk, ein rasanter Aufstieg zum deutschen Spitzenkomiker. Sein Berlin-Gastspiel veröffentlichte Polydor in den 1960er Jahren u. a. in seiner Renommierreihe Vom Cabaret zum Kabarett, in der sich ansonsten Aufnahmen von Otto Reutter, Werner Finck oder der Münchner Lach- und Schießgesellschaft finden. Auch Auslandspressungen dieses Programms wurden produziert.
Böhm heiratete (seine künftige Frau nannte er eine „unbemannte Erdsatellitin“) und lebte in Hannover.

## Diskographie
- 196?: So lacht die Heimat (erschienen in den USA)
- 196?: Hannover lacht mit Walter Böhm; L&P-Ton 599 862
- 196?: So lacht Berlin mit Walter Böhm (verschiedene Ausgaben)
- 197?: Ich bin kein Freund von vielen Worten......; L&P-Ton 666 451
- 1967: Humoris Causa. Die große Lachparade No. 4 (mit Heinz Erhardt)